# Rüdiger Schulzki
Rüdiger Schulzki (* 1. März 1940; † 5. August 2022 in Hamburg) war ein deutscher Schauspieler, Synchronsprecher und Dialogregisseur sowie Hörspielsprecher.

## Tätigkeiten
Schulzki war von 1963 bis 1982 in mehreren TV-Produktionen in Nebenrollen zu sehen, unter anderem im Tatort und in der Fernsehserie St. Pauli-Landungsbrücken. Danach arbeitete er hauptsächlich als Synchronsprecher in Hamburg und lieh unter anderem Richard Anderson als Oscar Goldman in Der Sechs-Millionen-Dollar-Mann seine Stimme sowie mehrfach Lance Henriksen. Darüber hinaus war er in zahlreichen Hörspielen zu hören und führte Dialogregie bei Serien, beispielsweise Die Sieben-Millionen-Dollar-Frau.
Rüdiger Schulzki wurde auf dem Friedhof Ohlsdorf beigesetzt. Dort ruht er in einer Gemeinschaftsgrabanlage unweit von Kapelle 4. 

## Synchron- und Sprecherrollen
Lance Henriksen
- 2006: als Dr. John Coven in Die letzten Tempelritter und der Schatz des Christentums
- 2009: als Sheriff Virgil Logan in The Seamstress
- 2014: als Sam in Blood Shot

### Serien
- 1982–1986: diverse Nebenrollen in Knight Rider, u. a. als K.A.R.R.
- 1988–1990: Richard Anderson als Oscar Goldman in Der Sechs-Millionen-Dollar-Mann und Die Sieben-Millionen-Dollar-Frau
- 1988: Jed Allan als Channing C.C. Capwell (1. Stimme) in California Clan
- 1988: Frank Ashmore als Martin in V – Die außerirdischen Besucher kommen
- 1990: Teenage Mutant Hero Turtles als Shredder
- 1991: Intro und Lazarus Slade in Galaxy Rangers
- 2001: John Stanton als Bryce Redstuff in McLeods Töchter
- 2016–2017: Jeremy Northam als Anthony Eden in The Crown
- 2017: Masuo Amada als Pyotr in Cyborg 009: Call of Justice

### Filme
- 1980: Martin Landau als Niles Buchanan in Die Rückkehr der Außerirdischen

### Hörspiele
- 1978: Science Fiction Dokumente - Vol. 2 (Hörspiel) "Orbit Challenger: Killer-Sateliten greifen an" (Maritim): als Collin Yates[7]
- 1989: Knight Rider (Hörspiel) "Der schwarze Teufel taucht wieder auf" (EUROPA): als K. A. R. R.
- 2016–2022: Die drei ??? als Onkel Titus (Folge 183–214)

### Videospiele
- 1997: Star Trek: Generations als Synchronsprecher des deutschen Trailers
- 2004–2010: World of Warcraft als Synchronsprecher für Intros der Startgebiete
- 2011: Portal 2 als Cave Johnson
- 2012: Hitman: Absolution als Blake Dexter
- 2018: Paladins als Ansager im German Announcer Pack[8]
- 2020: Endzone – A World Apart als Arthur Sawchyn
- 2021: Resident Evil Village als Synchronsprecher Der Duke

## Filmografie
- 1963: Wassa Schelesnowa
- 1963: Der Schatten: Ein Märchen für Erwachsene
- 1963: Am Herzen kann man sich nicht kratzen
- 1963: Das kleine Hofkonzert – Musikalisches Lustspiel aus der Welt Carl Spitzwegs
- 1967: Der Trinker
- 1968: Die Bürger von Calais
- 1972: Die rote Kapelle
- 1980: St. Pauli-Landungsbrücken
- 1980: Im Herzen des Hurrican
- 1982: Sonderdezernat K1
- 1982: Tatort: Kindergeld